# Psychoglypha rossi
Psychoglypha rossi is een schietmot uit de familie Limnephilidae. De soort komt voor in het Nearctisch gebied.